# کرامولنا
کرامولنا (به چکی: Kramolna) یک منطقهٔ مسکونی در جمهوری چک است که در ناحیه ناخود واقع شده‌است. کرامولنا ۶٫۹۸ کیلومتر مربع مساحت و ۱٬۰۴۵ نفر جمعیت دارد و ۴۵۷ متر بالاتر از سطح دریا واقع شده‌است.